# Histoire des Juifs à Andrychów
Les Juifs se sont installés à Andrychów dès le XVIIIe siècle, mais ce n'est qu'au XIXe siècle que la communauté juive prend son essor et que le nombre de ses membres croit rapidement. Après avoir atteint un maximum d'environ 650 membres à la fin du XIXe siècle, le nombre de Juifs va décroitre sensiblement jusqu'à n'être plus que 370 à l'arrivée de l'armée allemande lors de la Seconde Guerre mondiale. Pendant la Shoah, la communauté est anéantie, et seuls 25 Juifs réussiront à échapper à la mort. 
Andrychów est une ville du sud de la Pologne dans le powiat de Wadowice en Petite-Pologne. Devenue autrichienne sous le nom d'Andrichau lors du premier partage de la Pologne en 1772, elle le reste jusqu'en 1918. Polonaise après la Première Guerre mondiale, elle est envahie par l'armée allemande dès le début de la Seconde Guerre mondiale et rattachée au Troisième Reich. La ville sera libérée par l'Armée rouge en 1945. La ville compte actuellement un peu plus de 20 000 habitants.

## Histoire des Juifs à Andrychów

### DuXVIIIesiècle à laPremière Guerre mondiale
La date d'arrivée des premiers Juifs à Andrychów est inconnue. Ils sont encouragés à s'installer dans la région par la charte promulguée en 1767 par le roi de Pologne Stanisłas Auguste Poniatowski pour le propriétaire à l'époque d'Andrychów, Stanisław Ankwicz. On ignore le nombre exact d'habitants juifs à cette période dans la ville. 
Vers la fin du XVIIIe siècle, l'activité du tissage se développe de façon importante en ville. Il attire des marchands juifs d'autres régions de la Pologne. Au XIXe siècle, les tissus fabriqués à Andrychów sont expédiés dans toute l'Europe, à Constantinople, Smyrne, Alexandrie, Venise, Barcelone, Lübeck, Hambourg et Moscou.
Au début du XIXe siècle, le nombre de Juifs à Andrychów commence à croitre de façon rapide, passant de 37 en 1799 à 90 en 1816. En 1851, les Juifs représentent 17,4 % de la population de la ville, soit la proportion historique le plus élevée.  La plupart des Juifs sont des négociants en tissus ou des marchands d'alcool. Cependant de plus en plus, ils se tournent vers l'artisanat et la fabrication. La communauté juive est une communauté riche et importante du point de vue économique pour la ville. En 1852, une salle de prière est fondée et en 1884, la communauté la remplace par une synagogue de style allemand en briques, pouvant accueillir 600 fidèles. La même année un cimetière juif est créé.  

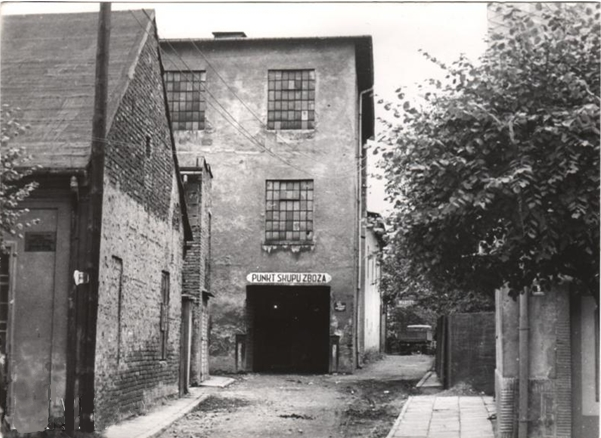
Une petite usine textile détenue par des Juifs

Les tissus fabriqués à Andrychów deviennent si populaires en Europe qu'aux environs de 1864, les négociants juifs locaux importent du fil de coton et exporte de la toile finie Parmi ces négociants, on trouve Ferdynand Stamberger, Joachim Grunspan, Maurycy Unger et Israel Israeli. De plus, plusieurs Juifs d'Andrychów possèdent des usines de teinturerie. Plusieurs membres de la communauté siègent au conseil municipal. En 1867, sur 10 membres, deux sont juifs. 
La date exacte de la création de la communauté juive d'Andrychów reste inconnue. On sait seulement qu'elle a été fondée avant 1884, date à laquelle a été créé le cimetière juif. Les présidents successifs de la communauté sont: Maurycy Unger, Maurycy Herbst, Teodor Feliks, Ferdynand Stamberger, Bernard Stamberger, Arnold Weinsaft et Dr. Joachim Lowicz. Le premier rabbin d'après les sources connues est Józef Kobak, qui devint fameux comme érudit. À partir de 1860, il dirige l'école juive. Il fonde le mensuel Jeszurun. Parmi les autres dirigeants de la communauté de l'époque, on peut nommer Dajans Aszer Rabin et Jakub Szlomo qui y ont joué un rôle important.  
En 1890, le recensement donne 654 Juifs résidant à Andrychów, travaillant principalement dans l'industrie, le commerce ou l'artisanat. Vers la fin du XIXe siècle, le nombre de Juifs commence à décroitre lentement, car les commerçants ne travaillant pas dans l'industrie du tissage ont de plus en plus de difficultés à gagner leur vie. En 1900, il n'y a plus que 621 Juifs à Andrychów.

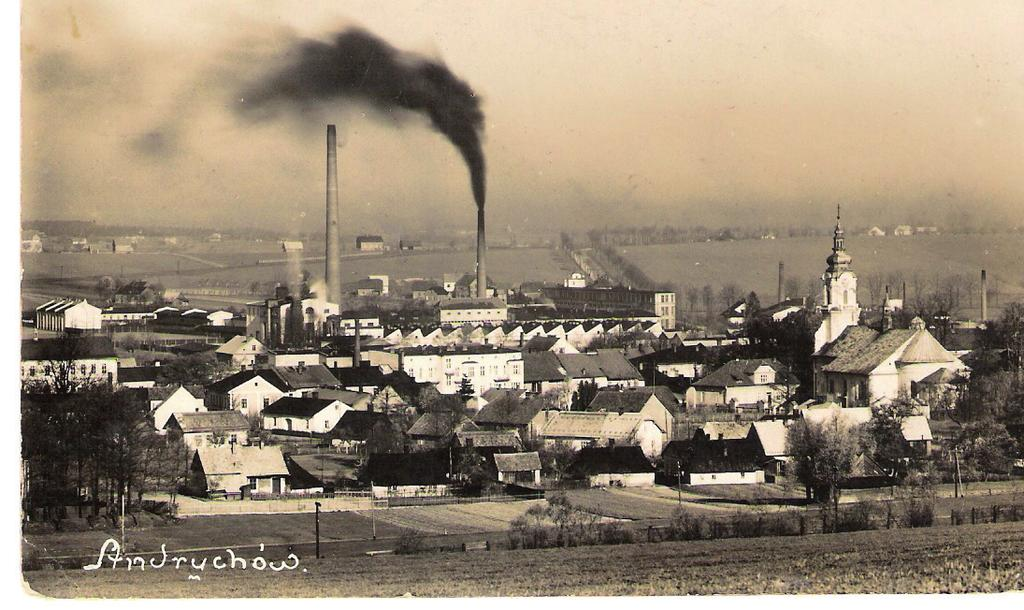
Vue d'Andrychow avec les deux cheminées de l'usine des frères Czeczowiczka

Une usine de tissage mécanique, propriété des frères Czeczowiczka, des Juifs tchèques, qui démarre en 1908, va être un bouleversement dans l'histoire d'Andrychów. Au début, l'entreprise emploie 500 ouvriers, mais dans la période précédant la Seconde Guerre mondiale, près de 4 000 personnes travaillent dans l'usine. Teodor Feliks possède une entreprise d'essorage hydraulique et de teinturerie; Elle emploie 40 personnes en 1913. 
Au début du XXe siècle, le mouvement sioniste commence à se développer à Andrychów. En 1912 est fondée la première organisation sioniste. Après la Première Guerre mondiale, Herman Hammer devient le meneur le plus actif du mouvement.

### L'entre-deux-guerres
À partir de la fin de la Première Guerre mondiale, la population juive décroit de façon importante. Il y a 511 Juifs à Andrychów en 1919, mais seulement 409 en 1921. La raison est la crise économique qui frappe la ville après l'indépendance de la Pologne. Plusieurs Juifs doivent fermer leur entreprise et s'installer à Bielsko ou dans d'autres villes polonaises, car de nombreux magasins s'ouvrent aux usines de Łódź. Beaucoup de Juifs s'installent aussi à Wadowice.
Dans les années 1925 – 1930, l'Hachomer Hatzaïr, un groupe sioniste pour la jeunesse est très actif en ville. Il y a aussi la WIZO, une association de femmes sionistes dont les responsables sont Fani et Berta Krumholz, Berta Kuperman, Ala Landau, Mania Lowicz, Regina Weinsaft et Berta Wolf. Après 1930, l'organisation “Akiba” fédère les associations sionistes et est encouragée par la ville et le rabbin. Fondée par Pola Biter, elle est dirigée par Stela Weinsaft et Natala Goldberg. L'activité de l'organisation ne sera interrompue que par le déclenchement de la guerre en 1939.
Huit Juifs, sur un total de 40 membres, sont élus au conseil municipal de la ville après les élections municipales de 1927. De nombreux Polonais ont voté pour les Juifs, et le résultat reflète de façon satisfaisante l'importance numérique de la population juive de la ville. 

### La création du ghetto
Avant le déclenchement de la guerre, Andrychów compte 387 Juifs résidents. Le 4 septembre 1939 la ville est occupée par l'armée allemande, et peu de temps après, incorporée au Troisième Reich. Les occupants prennent immédiatement des mesures contre la population juive. Quelques Juifs d'Andrychów réussissent à s'enfuir dans la partie est de la Pologne occupée par l'armée soviétique, mais la majorité va se retrouver bloquée dans la ville.
Dès l'entrée des Allemands en ville, ceux-ci accompagnés d'un groupe de Polonais pillent les magasins juifs. Les Juifs vivant dans des immeubles luxueux sont chassés et ces immeubles sont occupés par l'administration, la police ou l'armée allemande. Les commerces détenus par des Juifs sont confisqués et mis dans les mains de prétendus hommes de confiance. Les petites entreprises sont données à des Volksdeutsches. Peu de temps après, les Juifs qui ont fui vers l'Est, mais n'ont pu rejoindre le territoire occupé par l'armée soviétique, retournent à Andrychów, mais se voient dans un premier temps refuser de rester.  
Le 24 novembre 1939, les nazis incendient la synagogue. Selon des témoignages écrits de témoins oculaires, les soldats allemands ont interdit à qui que ce soit d'éteindre le feu. 
Du 17 au 27 décembre, les Allemands effectuent un recensement des personnes d'origine juive. La liste indique que la ville compte alors 370 Juifs. On peut estimer qu'environ un tiers, sont des Juifs qui ont fui la Silésie de Cieszyn (Śląsk Cieszyński). Lors du recensement, tous les Juifs ont reçu comme document d'identité une Kennkarte. 
Au début de l'occupation, les autorités allemandes imposent différentes mesures de répression : les Juifs d'Andrychów doivent ramasser les ordures, nettoyer les rues tandis que les jeunes filles juives doivent nettoyer les maisons appartenant à des Juifs ou des Polonais expulsés et données à des colons allemands. Un groupe important de Juifs des deux sexes sont chargés des travaux de régulation de la rivière Wieprzówka et de consolidation de ses berges.
À la fin de 1939, les Allemands établissent un Judenrat, qui a à sa tête Aharon Weinsaft. Le Judenrat est placé sous l'autorité du Biuro Centralne Rad Żydowskich na Wschodni Górny Śląsk (Office central du Conseil juif de Haute-Silésie orientale), qui a son siège à Sosnowitz (Sosnowiec). Weinsaft est arrêté pour avoir autorisé l'abattage cacher, qui est interdit par les Allemands. Il est remplacé par l'avocat Lowicz, puis par Kromholz.  
À partir du 15 janvier 1940, les Juifs doivent porter un brassard avec une étoile de David. Afin de rendre les Polonais hostiles à leurs voisins juifs, les Allemands forcent les Juifs à changer les noms des rues, du polonais à l'allemand, et à démolir le monument célébrant la bataille de Grunwald, où les troupes polonaises et lituaniennes vainquirent les chevaliers teutoniques ainsi que la chapelle Saint-Florian située sur la place du Marché. Malgré l'objection du Judenrat, 60 hommes sont envoyés en camp de travail forcé.  

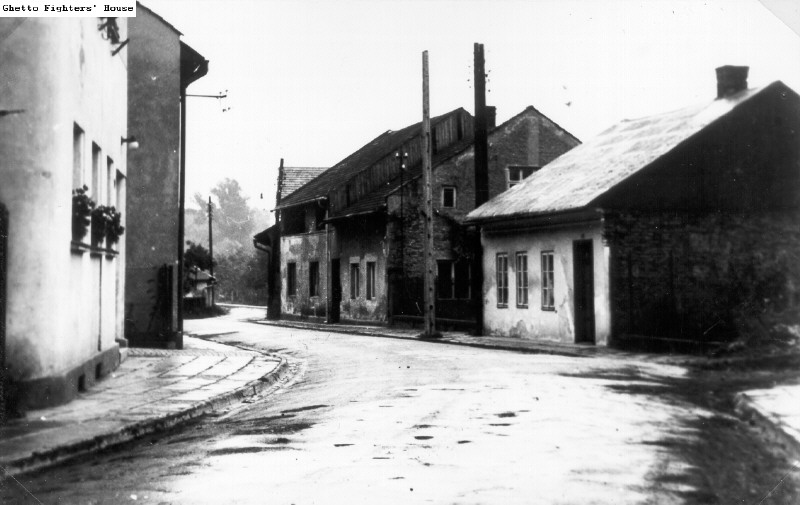
Une rue du ghetto

À l'automne 1941, les autorités allemandes décident la création d'un ghetto pour 300 Juifs. Il est situé dans la partie la plus pauvre de la ville, dans un triangle délimité par les rues Szewska, Brzegi et Koświckiego. Sur une zone de 25 hectares, le ghetto comprend 51 maisons dont les Polonais ont été chassés, en ne pouvant emporter que leurs bagages à main. Le ghetto d'Andrychów est un ghetto ouvert et seule sa partie centrale autour de la rue Brzegi est entourée d'une clôture métallique de deux mètres de haut. Le reste des rues est sous la supervision de la police. Les Juifs des villes et villages voisins de Nidka, Inwałd, Czaniec, Kęt, Żywiec-Zabłocie et Biała sont transférés dans le ghetto d'Andrychów.
Dès le début, le ghetto est créé comme camp de travail forcé pour les Juifs. En même temps, il sert de camp de témoignage. Le ghetto est situé près du camp de concentration d'Auschwitz-Birkenau, et à plusieurs occasions, des représentants de la Croix-Rouge vont visiter le ghetto. Pour ces occasions, les propagandistes allemands mettent en place un simulacre du traitement humanitaire des Juifs dans le Troisième Reich. L'ordre et la propreté règnent dans le ghetto. Il n'y a pas d'épidémie. Les Allemands ferment les yeux au fait que les Juifs entrent en contact avec des gens extérieurs au ghetto et leur achètent des denrées alimentaires. Deux médecins polonais sont autorisés à pénétrer dans le ghetto. 
Les Juifs dans le ghetto s'occupent de la vie culturelle et sociale, en organisant des diners chabbatiques communs, en célébrant les fêtes, en donnant des leçons secrètes pendant lesquelles les élèves âgés aident les plus jeunes, en prenant soin des enfants dont les parents travaillent à l'extérieur du ghetto. Cependant, les Juifs ne peuvent rester dans le ghetto que tant qu'ils sont en bonne santé et capables de travailler. Les inutiles sont immédiatement dirigés vers le camp de concentration d'Auschwitz-Birkenau.
La plupart des Juifs retenus dans le ghetto pensent qu'en étant disciplinés et en travaillant correctement, ils éviteront la mort. Il n'y a pas eu de tentative d'évasion du ghetto d'Andrychów. Jusqu'en juillet 1942, seulement huit personnes meurent dans le ghetto et elles purent être enterrées dans le cimetière juif .

### Démantèlement du ghetto
Au printemps 1942, les autorités allemandes commencent le démantèlement systématique des ghettos de Haute-Silésie. Les Juifs des autres villes sont envoyés directement aux chambres à gaz d'Auschwitz-Birkenau. Des déportations massives ont lieu aussi à Andrychów. Une des plus importantes se déroule le 3 juillet 1942 quand les Juifs sont regroupés rue Batorego, au lieu-dit Palestine. 40 personnes sont sélectionnées et envoyées au camp de la mort. De plus, 100 autres personnes sont envoyées dans un camp de travail forcé, dont 60 avec le Judenrat et la police juive transférés au ghetto de Wadowice, mais ramenées quelques semaines plus tard à Andrychów pour travailler. Le 15 septembre 1942 a lieu une autre déportation massive où plus de 200 Juifs sont envoyés directement à la mort.  
En mai 1943, le ghetto d'Andrychów est transformé en camp de travail forcé pour les Juifs. Dénommé Die Jüdische Lager des Amtes für Wasserwirtschaft in Katowice, Filiale in Bielsko, Bau in Andrychów (Le camp juif de l'office de traitement de l'eau à Katowice, branche de Bielsko, construction à Andrychów). Il occupe une superficie de 1,25 hectare dans laquelle se trouvent 16 maisons. La zone est entourée d'une clôture métallique de deux mètres de haut. La Gestapo est responsable du camp et tient un registre des travailleurs juifs. D'après ce registre, 150 personnes travaillent à la régulation de la rivière Wieprzówka. Ce groupe comprend entre autres 47 femmes, 10 enfants de 14 ans et 1 de 15 ans. L'homme le plus âgé a 68 ans. Le reste des hommes se situe entre 17 et 60 ans. Le service médical allemand examine les travailleurs. Sur 89 personnes contrôlés, seuls 34 sont capables de travailler. En juillet 1943, tous les hommes sont transférés dans un autre camp de travail forcé, et seules restent à Andrychów les femmes qui peu de temps plus tard sont envoyées à Auschwitz. Quelques tentatives d'évasion se produisent, mais seules deux réussissent: Dawid Silberschuet qui après la guerre s'installe en Israël et Lila Bader qui réussit à s'échapper d'un convoi vers Skawina. 
Au total seuls 25 Juifs d'Andrychów survivent à la Shoah, la majorité d'entre eux dans les camps de travail forcé.